# Sapindus saponaria
Sapindus saponaria L., também conhecida pelos nomes populares de ibaró, jequiri, jequiriti, jequitiguaçu e salta-martim é uma planta da família das Sapindaceae.. Nativa das regiões tropicais da América. Tem folhas penadas e flores brancas dispostas em panículas. Os seus frutos têm sementes pretas e esféricas. Chega a atingir 8 m de comprimento. É tóxica para o organismo humano, e descrita com sabor amargo.

## Usos
Os frutos da Sapindus saponaria liberam substâncias saponáceas e surfactantes que podem ser usadas como substituto ao sabão convencional. Para liberá-las, os frutos são colocados em água fervente por curto período de tempo.

## Sinonímia botânica
A planta tem sido identificada com os seguintes nomes científicos:
- Sapindus drummondii
- Sapindus indica Pir.,
- Sapindus marginatus Wild.,
- Cupania saponaria Pers.
- Sapindus stenopterum DC.
- Sapindus saponaria L. var. drummondii (Hook. & Arn.) L. Benson